# وفاة فاليريو بوبوك
كان فاليريو فيكتور بوبوك، والذي ولد في 5 مايو 1985 وتوفي 8 أبريل،2009 متظاهراً توفي في حجز الشرطة أثناء فترة الاحتجاجات التي اندلعت بعد الانتخابات في كيشيناو في مولدوفا. ورغم إصرار عائلته على أنه تعرض للضرب حتى الموت من قبل الشرطة حيث كان جسمه مليئاً بالكدمات، إلا أن السبب الرسمي الذي أعلن عنه كان التسمم بالدخان الناتج عن أعمال الشغب. ووفقاً لتقرير حقوق الإنسان الصادر عن وزارة الخارجية الأمريكية في عام 2009 فإن خبيراً بريطانياً في الطب الشرعي كان قد فحص جثة بوبوك بعد إخراجها في 15 يونيو 2009 واستنتج أن سبب وفاة بوبوك كان ضربات شديدة على الرأس. تم فتح تحقيق في القضية بعد وصول ائتلاف حاكم جديد إلى السلطة واعتقل أحد أفراد الشرطة بتهمة قتل بوبوك.
تم تقليد فاليريو بوبوك بعد وفاته بوسام الجمهورية (أعلى وسام في مولدوفا) بموجب مرسوم رئاسي «حيث وبعد الأحداث التي حدثت لم يعد بوبوك مجرد اسم بل أصبح رمزاً للنضال من أجل القيم الديمقراطية وحرية التعبير». كما تم في عام 2010 إنشاء جائزة للدفاع عن حقوق الإنسان الأساسية والقيم الديمقراطية وتم تسميتها باسم «فاليريو بوبوك» من قبل مجلس الشيوخ الروماني قبل أن يتم الغاءها في عام 2017.

## سيرته الذاتية
وُلد بوبوك في 5 مايو 1985 في بوبويشي (ضاحية من ضواحي كيشيناو) لوالديه فيكتور بوبوك والذي كان مدرساً لمادة التاريخ وألّا بوبوك والتي كانت تعمل كمدرسة للغة الرومانية. كان للفقر تأثير كبير على وضع عائلته، حيث أصبح والده يعمل كسائق لسيارة أجرة وأمه ألّا بوبوك باتت عاطلة عن العمل. تخرج فاليريو بوبوك من مدرسة «ميغيل دي سيرفانتس» الثانوية في كيشيناو ثم درس في معهد العلاقات الدولية في مولدوفا لمدة عام قبل أن يغادر الجامعة لأنه لم يمتلك قسط الدراسة المقدربثلاثة آلاف ليو، ثم حاول المغادرة إلى روسيا بحثاً عن عمل بأجر أفضل ولكنه فشل في ذلك. عمل بوبوك بعد ذلك في غسيل وخدمة السيارات قبل أن يتّجه لبيع الأحزمة في السوق. كان يبيع الملابس في نفس المكان الذي قابل به ناتاليا، والتي تزوجها في عام 2007، عاش فاليريو بوبوك مع زوجته وطفله دراغوس (الذي ولد في 30 يوليو 2007) وشقيقه مارسيل ووالديه في شقة في بوبويسي. يدعي البعض أنه كان معروفاً في مراكز شرطة المدينة المحلية باعتباره مدمناً وهمجياً وشاذاً.

## ردود الفعل على وفاته
كان بوبوك مشاركاً سلمياً في الاحتجاجات التي بدأت بعد إعلان نتائج الانتخابات البرلمانية المولدوفية في أبريل 2009. وصل بوبوك إلى الساحة بعد الساعة 5:00 مساءً، أثناء تخريب المباني الرئاسية والبرلمانية، وتوفي في مستشفى كيشيناو في 8 أبريل 2009 بعد إلقاء القبض عليه. تم إعلان وفاة بوبوك في الساعات الأولى من يوم 8 أبريل في مستشفى تشيسيناو، وأعلن رسمياً أن سبب الوفاة كان استنشاقه لغازات سامة، ولكن بعد فوز الائتلاف الحاكم الحالي في الانتخابات في يوليو تمت إعادة فتح القضية، حيث ادّعت عائلته أنه تعرض للضرب حتى الموت من قبل قوات الشرطة حيث كان جسمه مليئاً بالكدمات، رغم أن الشرطة كانت قد أعلنت أنه توفي نتيجة استنشاق الدخان الناتج عن أعمال الشغب.
قال فاليريو بليشكا محامي عائلة بوبوك أنه ووفقاً لشاهد كان موجوداً عند وفاة فاليريو بوبوك فإن بوبوك قد قُتل عمداً، حيث قرأ المحامي مقطعاً من شهادة الشاهد: «كنت في ليلة الثامن من أبريل مع فاليريو بوبوك وغيره من الرجال نشاهد الأحداث في ساحة الجمعية الوطنية الكبرى ونحن نجلس بسلام بالقرب من قوس النصر في وسط كيشيناو. ثم فجأة وجدنا أنفسنا محاصرين من قبل 50 رجل من رجال الشرطة المسلحين، أمرتنا الشرطة بالوقوف وبدأت بضربنا بالهراوات والأسلحة». تم استدعاء المحامي فاليريو بليشكا (محامي عائلة بوبوك) في 1 يونيو 2009 للاستماع للشهادة حيث أعلن داميان هانكو -الرجل الذي شهد وفاة فاليريو بوبوك- أنه قادر على التعرف على رجال الشرطة الذين ضربوه هو وبوبوك.
دعت دورين تشيرتواكو خلال أحد الاحتجاجات بحضور قدّر بحوالي 3000 شخص في الساحة المركزية في المدينة في 12 أبريل 2009 للحظة صمت إكراماً لذكرى فاليريو بوبوك. كما تم تنظيم احتجاج صامت في 13 أبريل 2009 في وسط مدينة دبلن بمناسبة ذكرى وفاة فاليريو بوبوك.
أنكرت ألا مليكا الناطقة باسم وزارة الداخلية في 12 أبريل التقارير الإعلامية التي ألقت باللوم على الشرطة في وفاة بوبوك، كما أصدرت وزارة الشؤون الداخلية في مولدوفا في 12 أبريل 2009 بياناً تعلن فيه أن تشريح الجثة أظهر أن السيد بوبوك كان مصاباً بكسر في الضلع ولكن وفاته لم تحدث بسبب الإصابة. حيث جاء في البيان «يعتقد الأطباء أن الشاب تسمم بمواد مجهولة، كما أن النيابة مستعدة لإجراء تحقيق دولي من أجل استبعاد التفسيرات الأخرى لهذه الحقيقة».
فيما يتعلق بالشائعات المتعددة المتعلقة بوفاة المواطن فاليريو بوبوك فإن الدائرة الصحفية التابعة لمكتب المدعي العام أصدرت البيان التالي: «توفي ف.بوبوك في يوم 8 أبريل وتمام الساعة 1.15 صباحاً وهو في طريقه إلى الطوارئ، وحسب نتائج تشريح الجثة فإن إصابات الجسم وتحديداً الضلع المكسور ليس لها أيّة علاقة رئيسية بالوفاة حيث أنه ووفقاً للأطباء فقد تعرض للتسمم بمادة غير معروفة. كما أن المدعين العامين مستعدون لجعل الموضوع تحت إشراف خبرات دولية من أجل استبعاد أيّة شكوك ذات صلة بسبب الوفاة».
كتبت منظمة العفو الدولية في 17 أبريل لعام 2009:«هناك تقارير متضاربة بشأن سبب وفاة فاليريو بوبوك، حيث يقال بأنه توفي أثناء المظاهرات التي حدثت في 7 أبريل، كما أن مكتب المدعي العام أبلغ أن وفاته كانت نتيجة للتسمم بمواد مجهولة في حين أن أسرته تقول إنه توفي نتيجة لإصابات تعرض لها في حجز الشرطة».
قدم المحاميان فيسيلاف أوركان وفاليريو بليشكا العديد من الطلبات لاستخراج جثة بوبوك في الفترة الممتدة ما بين 17 أبريل وحتى 8 يونيو 2009، ولكن طلباتهم تم رفضها 12 مرة قبل أن يحصلوا في وقت لاحق وبعد مهاجمة الادعاء في المحكمة على الحق في استخراج الجثة لعرضها على أحد المتخصصين من المملكة المتحدة. دعا مكتب المدعي والد بوبوك بعد يوم واحد من قيام أحد أعضاء معهد حقوق الإنسان (وهي منظمة غير حكومية تساعد ضحايا التعذيب) باستشارة أخصائي في علم الأمراض للمساعدة في التحقيق في وفاة فاليريو بوبوك، وعد المكتب والد بوبوك بإحضار المتخصص نفسه للتحقيق في القضية، وهذا ما دلّ على أن هاتفه كان تحت المراقبة!
تم استخراج جثة فاليريو بوبوك والذي كان قد دفن في مقبرة بوبشي في 15 يونيو 2009 بحضور محامي عائلة بوبوك والمدعي العام الذي يتولى القضية بالإضافة للخبير البريطاني واستغرقت العملية قرابة الساعتين ثم تم تسليم التابوت لمشرحة تشيسيناو حيث تم إجراء فحص شامل للجثة من قبل الطبيب الشرعي لتحديد السبب الحقيقي للوفاة ولعب الخبير البريطاني ديريك جون بوندي (من مواليد 25 فبراير 1949) دوراً رئيسياً في العملية.
أشادت منظمة العفو الدولية في 22 يونيو 2009 بقيام السلطات في مولدوفا بدعوة خبير دولي في الطب الشرعي للمشاركة في تشريح جثة فاليريو بوبوك، كما دعت السلطات -وفقاً لالتزامات مولدوفا بالقانون الدولي لحقوق الإنسان- لتقديم ضمانات للقيام بتحقيقات عاجلة ومستقلة وحيادية وشاملة في جميع الحالات المزعومة لسوء تعامل الشرطة مع المحتجين وتقديم أي شخص يُعتقد بأنه مسؤول عن هذه الحالات للعدالة.
قال المدعي العام فاليريو غوربوليا في 9 يوليو 2009 أن بوبوك تم نقله في ليلة 8 أبريل من ساحة الجمعية الوطنية الكبرى لمستشفى الطوارئ في سيارة تابعة للشرطة، وبعد أن أثبت الأطباء وفاته تم على الفور اتخاذ إجراءات قانونية بشأن هذه القضية، كما قال في 24 يوليو 2009 أنه لم يتم العثور على أي شرطي قام بإساءة معاملة المتظاهرين. كان ارتداء رجال الشرطة للأقنعة من الأسباب التي جعلت التعرف على قاتل بوبوك صعباً جداً.
استقال المدعي العام أيون مايوشنكو والذي كان يحقق في قضية بوبوك بعد يومين فقط من انتخابات يوليو 2009، وحل مدعٍ آخر محله ولم تحدث أية تطورات أخرى في القضية حتى نهاية العام. ولكن عندما وصل الإتلاف الحاكم من أجل التكامل الأوروبي للسلطة وعد بإخبار الحقيقة الكاملة عن اضطرابات أبريل 2009.
حضر مئات الأشخاص في 8 أكتوبر 2009 إلى نصب ستيفن العظيم التذكاري في كيشيناو بعد ستة أشهر من الأحداث الدامية. وأعرب رئيس الوزراء فلاد فيلات الذي حضر مراسم الحفل عن تعازيه لفيكتور بوبوك (والد فاليريو بوبوك) كما أعلن أن وزارة الداخلية بدأت تحقيقاً داخلياً فعلياً في تصرفات الشرطة بشكل خاص في 7 أبريل 2009 وخلال الأيام والأسابيع اللاحقة بشكل عام.

## الجوائز
حصل بوبوك في 7 أبريل 2010 (بعد وفاته) على وسام الجمهورية والذي يعتبر أعلى وسام في البلاد. كما تم تقديم «جائزة الحرية» والتي يتم تقديمها سنوياً من قبل جورنال دي كيشيناو في 3 نوفمبر 2009 لفاليريو بوبوك.

## إرثه
حضر عمدة كيشيناو ونائب رئيس الحزب الليبرالي دورين تشيرتواكو جنازة بوبوك، كما استخدمت الأحزاب المعارضة وفاته في وقت لاحق كموضوع مهم خلال الانتخابات التي جرت في يوليو 2009.
تلقى دراغوس -ابن فاليريو بوبوك- راتباً شهرياً قدره 1000 ليو يقتطع من راتب الرئيس المؤقت في ذلك الوقت ميهاي غيمبو، واستمر هذا الإجراء طوال فترة ولاية غيمبو المؤقتة لرئاسة مولدوفا بالنيابة. أعلنت النيابة العامة في 6 أبريل 2010 (بعد عام على وفاة بوبوك) أنها ألقت القبض على الذي يفترض به أن يكون هو القاتل، كما اعترفت أنه كان يتعامل مع مفوضية الشرطة العامة.

## جائزة فاليريو بوبوك
تم تبني مذكرة في 30 أبريل 2010 من قبل المكتب الدائم لمجلس الشيوخ الروماني من أجل تأسيس جائزة فاليريو بوبوك لحرية الصحافة والدفاع عن القيم الديمقراطية وتم إطلاق المبادرة في 19 أبريل 2010 من قبل السيناتور الروماني ميهيلا بوبا. تمنح جائزة فاليريو بوبوك كل عام خلال ندوة ينظمها مجلس الشيوخ الروماني في أبريل حول موضوع الدفاع عن حقوق الإنسان الأساسية والقيم الديمقراطية.